# Второпесьяное
Второпесьяное — упразднённая деревня в Бердюжском районе Тюменской области России. Входила в состав Мелехинского сельского поселения. В 2008 году исключена из учётных данных, в связи с прекращением существования.

## География
Деревня находится в юго-восточной части Тюменской области, в лесостепной зоне, на восточном берегу озера Песьяное, на расстоянии примерно 7 километров (по прямой) к юго-западу от села Мелехино.
Климат
Климат характеризуется как резко континентальный, с длительной морозной зимой и коротким тёплым летом. Средняя многолетняя температура самого холодного месяца (января) составляет −18,3 °C (абсолютный минимум — −47,1 °С), температура самого тёплого (июля) — 18 °C (абсолютный максимум — 38,9 °С). Безморозный период длится в течение 115—125 дней. Среднегодовое количество осадков — 305—315 мм. Снежный покров держится в среднем 160 дней.

## История
До 1917 года входила в состав Ражевской волости Ишимского уезда Тюменской губернии. По данным на 1926 год деревня Песьяно 2-е состояла из 60 хозяйств. В административном отношении входила в состав Мелехинского сельсовета Бердюжского района Ишимского округа Уральской области.

## Население
| 1989 | 2002 |
| ---- | ---- |
| 41   | ↘2   |

По данным переписи 1926 года в деревне проживало 304 человека (150 мужчин и 154 женщины), в том числе: русские составляли 100 % населения.
Согласно результатам переписи 2002 года, в национальной структуре населения русские составляли 100 %ю